# Bibiodes aestivus
Bibiodes aestivus är en tvåvingeart som beskrevs av Axel Leonard Melander 1912. Bibiodes aestivus ingår i släktet Bibiodes och familjen hårmyggor. Inga underarter finns listade i Catalogue of Life.